# کپوردندان‌ماهیان
خانواده کپوردندان‌ماهیان (Cyprinodontidae) یکی از خانواده‌های راسته کپوردندان‌ماهی‌شکلان است. این خانواده شامل ۹ سرده و ۱۰۴ گونه است. به خاطر اندازه کوچک، رنگ‌آمیزی زیبا و سازگاری با شرایط آبزیدان مورد توجه است. جنس‌های نر و ماده دوریختی نشان می‌دهند و به راحتی از هم قابل تشخیص هستند. در اغلب گونه‌های ایران نرها دارای نوارهای عمودی و ماده‌ها دارای لکه یا نقطه‌های تیره رنگ هستند. این خانواده برخلاف خانواده پشه‌ماهیان، خانواده دیگر این راسته، تخم‌گذار هستند. در ایران فقط یک سرده از آن وجود دارد که عموماْ با نام کپوردندان، ماهی گورخری و آفانیوس شناخته می‌شوند.

## سرده ها
- کپوردندان
- Cualac
- Cubanichthys
- Cyprinodon
- Floridichthys
- Garmanella
- Jordanella
- کپوردندان‌ماهی کاتارینا
- Orestias